# Didier Manier
Pour les articles homonymes, voir Manier.
Didier Manier, né le 23 février 1962 à Marquise (Pas-de-Calais), est un homme politique français membre du Parti socialiste. 
Il a été Président du Conseil général du Nord du 22 septembre 2014 au 2 avril 2015. Il préside depuis avril 2015 le principal groupe d'opposition au Conseil départemental du Nord dénommé "Nord en commun". Il a par ailleurs été Président de Lille Métropole Habitat entre 2014 et 2021.

## Parcours politique

### Département du Nord
Le département du Nord est au cœur de son action politique. Élu en 1998 conseiller général du canton de Villeneuve-d’Ascq Nord, il devient directement président du groupe majoritaire. En 2011, il devient premier vice-président du conseil général chargé des transports et des infrastructures. Il devient président du conseil général après la nomination, le 26 août 2014, de Patrick Kanner comme ministre de la Ville, de la Jeunesse et des Sports.
En mars 2015, il est réélu conseiller départemental du canton de Villeneuve-d'Ascq en binôme avec Françoise Martin avec 56,58 % au 2d tour.

### Logement social
Président de Partenord Habitat de 1998 à 2014 puis Président de Lille Métropole Habitat (LMH) entre 2014 et 2021, le parcours de Didier Manier est marqué par son engagement en faveur du logement social. 
Il préside par ailleurs l'Association pour le Développement des OPH de la région des Hauts-de-France et occupe la première vice-présidence de l'Association Régionale pour l'Habitat (ARH). Il est également membre de Conseil fédéral de la Fédération Nationale des Offices Publics de l'Habitat.

#### Partenord Habitat
Didier Manier a été Président de Partenord Habitat de 1998 à 2014. Créé il y a près d'un siècle, Partenord Habitat est l’Office Public de l’Habitat (OPH) du Département du Nord. 
Repères :
- 100 000 nordistes logés

- 783 collaborateurs dont les 2/3 sur le terrain
- 5 directions territoriales, 20 agences, 1 agence Immobilier Spécialisé
- Près de 52 224 logements et garages
- Chiffre d’Affaires total : 199 M€
- Investissement 2015 : 116 M€[7]

#### Lille Métropole Habitat (LMH)
Didier Manier a été élu Président de Lille Métropole Habitat (LMH) en juillet 2014 par 21 voix sur 23. Il a été réélu à l'unanimité à la Présidence de LMH le 27 février 2017.
Lille Métropole Habitat est l'Office Public de l'Habitat (OPH) de Lille Métropole né, en 2006, de la volonté politique des élus métropolitains de se donner les moyens d'une ambitieuse politique en matière de logement et plus particulièrement de logement social. Lille Métropole Habitat (LMH) est devenu l'acteur référent du logement social puisqu'il est l'organisme Hlm le plus contributeur en construction de logements sociaux sur cette aire géographique satisfaisant ainsi les objectifs du Plan Local de l'Habitat voté en 2005. Au total, LMH compte 31 986 logements actifs en 2015.
LMH favorise l'accès des familles aux ressources modestes à un logement de qualité au coût le plus raisonnable possible et participe à la politique d'aménagement du territoire en qualité d'acteur du développement des quartiers.

### Mandats actuels
- Conseiller départemental du Nord - canton de Villeneuve d'Ascq[10]
- Conseiller municipal de Villeneuve d'Ascq[11]
- Conseiller de la Métropole Européenne de Lille [12]

### Mandats passés
- Président de Lille Métropole Habitat (LMH) [6]